# باك 65
باك 65 هو دي جيه ومغني ومنتج أسطوانات وموسيقي وملحن كندي، ولد في 4 مارس 1972 في Hants County, Nova Scotia ‏ في كندا.

## وصلات خارجية
- الموقع الرسمي
- باك 65 على موقع IMDb (الإنجليزية)
- باك 65 على موقع ميوزك برينز (الإنجليزية)
- باك 65 على موقع إن إن دي بي (الإنجليزية)
- باك 65 على موقع أول ميوزيك (الإنجليزية)
- باك 65 على موقع ديسكوغز (الإنجليزية)
- باك 65 على موقع قاعدة بيانات الفيلم (الإنجليزية)